# دهستان غرب کارون
دهستان غرب کارون، یکی از دهستان‌های بخش مرکزی شهرستان خرمشهر در استان خوزستان ایران است.

## جمعیت
براساس سرشماری عمومی نفوس و مسکن در سال ۱۳۹۵، جمعیت دهستان غرب کارون برابر با ۵،۷۷۴ نفر بوده‌است.